# Francesc de Paulhac
Francesc de Paulhac, o de Paholach, o de Paholac (Morella, Ports, segle xiii - Tortosa, Baix Ebre, 17 d'octubre de 1316) va ser un bisbe. Era fill de Francesc Paulhac, un dels ciutadans de Morella que més va ajudar el rei Jaume II a la conquesta de la ciutat.
Va ser bisbe de Tortosa entre el 6 d'abril de 1310 i el 17 d'octubre de 1316, dia en que va morir. Va reunir dos sínodes: el primer, el 14 de novembre de 1311, que instaurava el culta a la diòcesi de la Passió de la Imatge de Crist. I el segon, l'11 de novembre de 1314, en què permetia canviar la celebració anual del sínode de sant Martí, per motius climàtics, al segon diumenge després de la Pasqua de Resurrecció. El 18 de novembre de 1311 va publicar una constitució en què dotava de facultat als sacerdots de la diòcesi per a disposar (amb algunes excepcions) en testament dels béns mobles adquirits en l'església. Durant el 1314 va fer la primera visita pastoral a tota la diòcesi de que es té constància, que venia motivada per la Constitutio de Correctione, que anys més tard, el 1319, va emetre el Concili Provincial de Lleida. La visita es va allargar fins al 1316, i entre d'altres ciutats i pobles, va visitar: el 17 de novembre de 1314 era a Amposta; a meitat de desembre va visitar Alcalà de Xibert; va visitar Vinaròs el 2 de març de 1316; i va finalitzar el seu periple a Nulles el dia 23 de març d'aquell mateix any 1316.
Va morir el 17 d'octubre de 1316, i fou sepultat a la capella de santa Càndida.